# CV-904
La carretera CV-904 era parte de la descatalogada CV-90 que anteriormente era la C-3321. Concretamente el tramo que desde Crevillente hasta Almoradí pasando por Catral y Dolores. 

## Nomenclatura
La carretera CV-904 pertenece a la red de carreteras secundarias de la Generalidad Valenciana. Su nombre viene de la CV (que indica que es una carretera autonómica de la Comunidad Valenciana) y el 904 es el número que recibe dicha carretera, según el orden de nomenclaturas de las carreteras de la Comunidad Valenciana.

## Trazado actual
La CV-904 nace en el término municipal de Crevillente y se dirige hacia el sur en dirección Catral pasando por las partidas rurales de El Realengo y San Felipe Neri. Llega a la AP-7 donde tiene un enlace en concreto el 730 después de pasar la autopista se adentra en el término municipal de Catral. Atravesando el polígono industrial de San Juan y adentrándose en el casco urbano de Catral. Abandona esta localidad dirigiéndose a la localidad de Dolores adentrándose en ella y teniendo un enlace con la CV-855 que se diríge a Elche y con la CV-859 que se dirige a San Fulgencio y Guardamar del Segura. Después de este enlace abandona esta localidad para dirigirse a Almoradí en este tramo de carretera se localiza el enlace 737 de la AP-7 ha distinto nivel y uno a mismo nivel con la CV-912 que se diríge a Rafal. Al pasar este enlace se adentra en Almoradí donde finaliza su recorrido. 
El estado de la vía entre Catral y Almoradí es deplorable sobre todo en la calzada y se pueden encontrar aún indicadores de la extinta C-3321.
- Datos: Q6399702